# 2026年の日本競馬
2026年の日本競馬（2026ねんのにほんけいば）では、2026年（令和8年）の日本競馬界についてまとめる。
2025年の日本競馬 - 2026年の日本競馬 - 2027年の日本競馬

## 概要

### 地方競馬
1月 - 3月は「令和7年度」、4月以降は「令和8年度」の開催内容について記述する。
なお、日程等の発表時期は各主催者ごとに異なるため、発表があり次第順次掲載する。

#### JBC競走について
JBC実行委員会は2025年3月17日に、2026年のJBC競走について実施概要を発表。
JBCクラシック・JBCスプリント・JBCレディスクラシックの3競走は、11月3日に金沢競馬場で開催。JBC2歳優駿は前年に引き続き、同日の門別競馬場で開催する。各競走の格付は後日発表。

## 予定

### 地方競馬の開催日割
予定として発表されている競馬場別の開催日割は以下の通り。
南関東を除く各主催者は2024年度（1月 - 3月）・2025年度（4月 - 12月）を分けて表記。南関東（大井・川崎・船橋・浦和）は暦年発表のため（1月 - 12月）で表記する。
- 帯広競馬場：（1月 - 3月）36日[2]
- 水沢競馬場：（1月 - 3月）12日[3]
- 金沢競馬場：（1月 - 3月）8日[4]
- 名古屋競馬場：（1月 - 3月）35日[5]
- 笠松競馬場：（1月 - 3月）26日[5]
- 高知競馬場：（1月 - 3月）36日[6]
- 佐賀競馬場：（1月 - 3月）31日[7]

### 地方競馬の重賞カレンダー
平地はダートグレード競走、ばんえい競馬はBG1のみ記載。
競走名ごと、太字はGI、JpnI競走。各主催者とも3月までは2025年度、4月 - 12月は2026年度。
個別に出典を明記していない競走は、以下の出典を用いている。
出典：2026年1月～2026年3月 ダートグレード競走一覧（実施日順、地方競馬のみ） (PDF)  - 地方競馬全国協会、2024年10月29日、2024年10月30日閲覧、令和7年度重賞競走等実施計画 (PDF)  - ばんえい競馬、2025年2月17日、2025年2月18日閲覧

#### 1月
- 2日 -帯広記念BG1（帯広競馬場・200m）
- 3日 -天馬賞BG1（帯広競馬場・200m）
- 21日 - ブルーバードカップJpnIII（船橋競馬場・ダート1800m）

#### 2月
- 1日 -ヒロインズカップBG1（帯広競馬場・200m）
- 11日 - クイーン賞JpnIII（船橋競馬場・ダート1800m）
- 12日 - 佐賀記念JpnIII（佐賀競馬場・ダート2000m）
- 18日 - 雲取賞JpnIII（大井競馬場・ダート1800m）
- 23日 - かきつばた記念JpnIII（名古屋競馬場・ダート1500m）

#### 3月
- 11日 - ダイオライト記念JpnII（船橋競馬場・ダート2400m）
- 15日 -イレネー記念BG1（帯広競馬場・200m）
- 22日 -ばんえい記念BG1（帯広競馬場・200m）
- 24日 - 黒船賞JpnIII（高知競馬場・ダート1400m）
- 25日 - 京浜盃JpnII（大井競馬場・ダート1700m）

#### 11月
- 3日 - JBC2026[1]
  - 第7回JBC2歳優駿（門別競馬場・ダート1800m）
  - 第16回JBCレディスクラシック（金沢競馬場・ダート1500m）
  - 第26回JBCスプリント（金沢競馬場・ダート1400m）
  - 第26回JBCクラシック（金沢競馬場・ダート2100m）